# 히즈 카인드 오브 우먼
히즈 카인드 오브 우먼(las fronteras del crimen, His Kind of Woman)은 미국에서 제작된 존 패로우 감독의 1951년 액션, 범죄 영화이다. 로버트 미첨 등이 주연으로 출연하였다.

## 출연

### 주연
- 로버트 미첨
- 제인 러셀

### 조연
- 빈센트 프라이스
- 팀 홀트
- 찰스 맥그로우
- 마저리 레이놀즈
- 레이몬드 버